# Andreas Krapf
Andreas Krapf (ur. 21 marca 1913 w Innsbrucku, zm. 7 lutego 2000 tamże) – austriacki strzelec, olimpijczyk.
Wystąpił na Letnich Igrzyskach Olimpijskich 1948 w jednej konkurencji, którą był karabin małokalibrowy leżąc z 50 m. Zajął w niej 50. pozycję.

## Wyniki

### Igrzyska olimpijskie
| Igrzyska    | Konkurencja                       | Wynik                        | Miejsce | Źródło |
| ----------- | --------------------------------- | ---------------------------- | ------- | ------ |
| Londyn 1948 | Karabin małokalibrowy leżąc, 50 m | 581 pkt. (98–95–96–97–98–97) | 50      | [ 2 ]  |